# Plaza Norte
Plaza Norte, conocido también como Plaza Lima Norte y Lima Plaza Norte, es un centro comercial ubicado entre la carretera Panamericana Norte y la avenida Tomás Valle, en el distrito de Independencia, ciudad de Lima, capital del Perú. Está situado a la vez en una zona disputada con el distrito de San Martín de Porres. 
Se inauguró el 12 de julio del 2009 por la compañía peruana Corporación EW, propiedad de Erasmo Wong Lu. Actualmente, es uno de los centros comerciales más grandes del país, con 200 000 m², la mitad de ellos arrendados.
Además de tener locales comerciales y restaurantes el área incorpora una capilla, un gimnasio, una sala de exhibición permanente de automóviles (Expomotor), un teatro, instituciones gubernamentales, un canal de televisión (Willax) y un terminal terrestre. Puede albergar de forma simultánea a más de 22 mil personas. Aunque con el aforo al 30%, Plaza Norte puede recibir a 11,110 visitantes, lo que daría un número de 37 mil visitantes al 100%.

## Tiendas y servicios
En los interiores, Plaza Lima Norte posee más de 300 tiendas y 650 metros de recorrido interno. Y en las afueras tiene fuentes de agua o piletas.  Es el único centro comercial con las cinco tiendas por departamento del país: Falabella, Ripley, Oechsle y Estilos. Su primera pileta en la parte de afuera es donde está Interbank y BanBif en la zona financiera.
Cuenta con marcas tecnológicas como es la tienda de dispositivos móviles Xiaomi, así como tiendas de Samsung y Apple. Posee en la apertura un hipermercado Metro (antes Wong), la tienda mayorista Makro y el retail de construcción Sodimac con ambos formatos Homecenter y Constructor (antes la marca Maestro).
Contó con un Centro de Mejor Atención al Ciudadano (CMAC) para el servicio de trámites administrativos diversos por parte de los usuarios, no obstante, fue cerrado en 2021. El centro comercial cuenta con una zona financiera que incluye a diversas entidades como el Banco de la Nación. Se tiene un patio de comidas en el segundo piso y una Plaza de Restaurantes en el primero los cuales ofrecen una amplia oferta gastronómica para cualquier momento del día, operando restaurantes nacionales e internacionales. También cuenta con el centro de entretenimiento para niños Happyland. En el tercer piso se halla la cadena de cines Cinépolis, y en la planta baja hay una amplia sala de exhibición y venta de vehículos, Expomotor, que abre todos los días del año y cuenta con gran cantidad de marcas y vehículos.
Los exteriores e interiores de Plaza Norte albergan espacios verdes, zonas de juegos para niños y en ellos se organizan diversas actividades diarias para toda la familia, además de ferias y exhibiciones con temáticas diversas como lugares turísticos o personajes de ficción.

### Servicios exclusivos
El centro comercial Plaza Norte ofrece los siguientes servicios para su clientela.
- Nuestra Señora de Loreto: Capilla ubicada en el norte del edificio donde se llevan a cabo ritos religiosos.[21]
- Teatro Plaza Norte, ubicado en el tercer nivel. Posee un área de 2.000 m² y una capacidad de más de 600 espectadores.[22][23] Parte de las obras de Los Productores se realizan allí.[24]
- Expomotor. Salón de exposición y venta de automóviles con 5 000 m² de superficie en la planta baja del centro comercial, opera todos los días del año y cuenta con gran variedad de modelos y marcas.[25]
- Granjita de Animales: Centro para niños donde los usuarios pueden interactuar con animales de granja como vacas, ovejas, cabras, etc. También pueden alimentar a los animales con alfalfa o hierbas que pueden ser compradas.[26]

## Edificios cercanos

### Willax Televisión
En las instalaciones del centro comercial, se encuentran oficinas del canal de televisión Willax, también propiedad de Erasmo Wong. Parte de la programación se realiza en los exteriores.

### Gran Terminal Terrestre
El Gran Terminal Terrestre Plaza Norte es un terrapuerto construido el 26 de abril de 2010. Ubicado al extremo este en la avenida Túpac Amaru (avenida Gerardo Unger), abarca más de 45.000 m² de superficie y alberga a cerca de 80 empresas de transporte interprovincial y 3 empresas de transportes internacionales terrestres, como Líneas de Los Andes, Andesmar, El Rápido, Internacional, las cuales parten a 150 destinos nacionales 6 destinos internacionales, con viajes directos y conexiones a Venezuela, Colombia, Ecuador, Chile, Argentina y Bolivia El Terminal cuenta con una infraestructura moderna, seguridad y servicios de calidad para brindar una experiencia notable a sus usuarios.

## Participaciones
Plaza Norte también es un centro de eventos y exhibiciones masivas. Destacan el IX Festival de la Marinera, la villa navideña de Papá Noel la cual se lleva a cabo en Plaza Norte y Mall del Sur todos los años, el museo de Star Wars, y el Friki Festival el cual reúne a los aficionados del anime, el cómic, los videojuegos y más.
En 2014, Plaza Norte consiguió el auspicio principal del club de fútbol Universitario de Deportes.

## Mall del Sur
Para la expansión del centro comercial en el sur de Lima, el 13 de marzo de 2016, se apertura el centro comercial Mall del Sur, el hermano de Plaza Norte. Fue construido en un área con 220 000 metros cuadrados de superficie vertical y un área arrendable de 100 000 metros cuadrados para 300 tiendas. Este centro comercial cuenta con locales comerciales, una sala de exhibición y venta de vehículos Expomotor, salas de cine, así como espacios para actividades de entretenimiento propias del mall. Está ubicado entre las avenidas Los Lirios y Pedro Miotta, cerca a la carretera Panamericana Sur, en el distrito de San Juan de Miraflores, límite con el distrito de Santiago de Surco.